# Пульница
Пу́льница — деревня в Сясьстройском городском поселении Волховского района Ленинградской области.

## История
Деревня Пульницы отмечена на карте Новоладожского уезда 1807 года.
Деревня Пульницы упоминается на карте Санкт-Петербургской губернии Ф. Ф. Шуберта 1834 года.

ПУЛЬНИЦА — деревня принадлежит Казённому ведомству, число жителей по ревизии: 13 м. п., 13 ж. п. (1838 год)

Как деревня Пульницы она обозначена на карте Ф. Ф. Шуберта 1844 года.

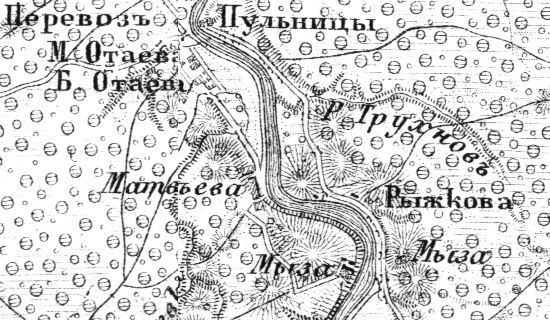
Деревня Пульницы на карте Ф. Ф. Шуберта 1855 года

ПУЛЬНИЦА — деревня Ведомства государственного имущества, по почтовому тракту, число дворов — 8, число душ — 20 м. п. (1856 год)

ПУЛЬНИЦА — деревня казённая при реке Сяси, число дворов — 12, число жителей: 22 м. п., 17 ж. п.;
 Часовня православная. Волостное правление. Почтовая обывательская станция. (1862 год)

Согласно епархиальным сведениям 1899 года деревня относилась к приходу собора Успения Пресвятой Богородицы (ранее Успенско-Сясьского погоста) в селе Рогожа.
В конце XIX века деревня административно относилась к Шахновской волости 2-го стана Новоладожского уезда Санкт-Петербургской губернии, в начале XX века — 3-го стана.
По данным «Памятной книжки Санкт-Петербургской губернии» за 1905 год деревня Пульница входила в Опоцкое сельское общество.
Согласно военно-топографической карте Петроградской и Новгородской губерний издания 1915 года деревня называлась Пульницы.
С 1917 по 1918 год деревня входила в состав Опокского сельсовета Иссадской волости Новоладожского уезда.
С 1919 года в составе Пульницкого сельсовета.
С 1923 года в составе Колчановской волости Волховского уезда.
С 1924 года в составе Ребровского сельсовета Колчановской волости.
С 1926 года вновь в составе Пульницкого сельсовета. Согласно данным переписи населения СССР 1926 года в деревне, кроме русских, проживал также один латыш.
С 1927 года в составе Волховского района.
С 1928 года в составе Пульницкого сельсовета.
По данным 1933 года в состав Пульницкого сельсовета Волховского района входили 15 населённых пунктов, деревни: Горные Лопашицы, Матеево, Мертвицы, Новый Носок, Опека, Отаево, Перевоз, Пехалево, Подборовье, Подрибенье, Пульница, Рогожа, Рыжково, Судемье и хутор Деморовка, общей численностью населения 1604 человека. Административным центром сельсовета являлась деревня Рыжково
По данным 1936 года в состав Пульницкого сельсовета входили 15 населённых пунктов, 376 хозяйств и 9 колхозов. Административным центром сельсовета являлась деревня Пульница.

Деревня Пульница на карте 1940 года

С 1946 года в составе Новоладожского района.
В 1961 году население деревни составляло 562 человека.
С 1963 года вновь в составе Волховского района.
По данным 1966 и 1973 годов деревня Пульница входила в состав Пульницкого сельсовета и являлась его административным центром.
По данным 1990 года деревня Пульница являлась административным центром Пульницкого сельсовета, в который входили 10 населённых пунктов, общей численностью населения 885 человек. В самой деревне проживали 72 человека.
В 1997 году в деревне Пульница Пульницкой волости проживали 68 человек, в 2002 году — 70 человек (русские — 96 %).
В 2007 году в деревне Пульница Сясьстройского ГП — 54.

## География
Деревня расположена в северной части района к югу от города Сясьстрой на автодороге 41К-056 (Сясьстрой — Колчаново — Усадище).
Расстояние до административного центра поселения — 7 км. Расстояние до районного центра — 40 км.
Расстояние до ближайшей железнодорожной станции Колчаново — 8 км.
Деревня находится на правом берегу реки Сясь.

## Демография
| 1838 | 1862 | 1990 | 1997 | 2002 | 2007 | 2010 |
| ---- | ---- | ---- | ---- | ---- | ---- | ---- |
| 26   | ↗39  | ↗72  | ↘68  | ↗70  | ↘54  | ↗92  |
| 2017 |      |      |      |      |      |      |
| ↘59  |      |      |      |      |      |      |

### Национальный состав
Согласно данным Всероссийской переписи населения 2021 года в деревне проживали 65 человек, из них русские — 64, другие национальности — 1 человек.